# Espresso (Lied)
Espresso ist ein Lied der US-amerikanischen Sängerin Sabrina Carpenter. Es erschien am 11. April 2024 und avancierte als Single zum weltweiten Nummer-eins-Hit und Millionenseller.

## Entstehung und Veröffentlichung
Nachdem Carpenter im Juli 2023 ein Konzert in Paris gegeben hatte, verbrachte sie einige Tage im französischen Dorf Chailland (Département Mayenne) und fertigte Tonaufnahmen in den dortigen Flow Studios an. Das Lied Espresso entstand während dieses Aufenthalts in Frankreich. Neben Carpenter selbst wurde der Text von Amy Allen, Julian Bunetta und Steph Jones verfasst. Bunetta war darüber hinaus auch für die Produktion des Instrumentals verantwortlich.
Nachdem Carpenter am 8. April 2024 die Veröffentlichung des Liedes über die sozialen Medien angekündigt hatte, erschien Espresso am 11. April als digitaler Einzeltrack bei Island Records. In der Folgezeit erschienen zudem verschiedene physische Formate zu Espresso, so wurde das Lied am 7. Juni 2024 als 7″-Single sowie auf CD und Musikkassette veröffentlicht. Am 23. August 2024 erschien das Lied als Teil von Carpenters sechsten Studioalbum Short n’ Sweet.
Am 17. Mai 2024 wurde die Espresso EP veröffentlicht, die neben dem Originalsong diverse Remixversionen enthält. Auf der EP befinden sich neben einer Instrumental- und einer A-cappella-Version auch eine verschnellerte und eine verlangsamte Fassung von Espresso sowie ein Extended Mix. Des Weiteren wurde am 31. Mai unter dem Namen Espresso (Working Late Remixes) zwei Remixversionen der DJs Mark Ronson und FNZ veröffentlicht.

## Musik und Text
Espresso hat ein Tempo von 104 Schlägen pro Minute. Der Popsong enthält auch Elemente und Einflüsse der Disco- und Funk-Musik der 1970er- und 1980er-Jahre.
Der Liedtext beschreibt eine Frau, die einen Mann so sehr verzaubert hat, dass der Gedanke an sie ihn die ganze Nacht wach hält, ähnlich wie das Koffein eines Espresso. Besondere mediale Aufmerksamkeit erhielt die namensgebende Textzeile „That’s that me Espresso“ (englisch für „Das ist der Ich-Espresso“). Die Linguistin Samantha Allen sieht einen Zusammenhang zwischen dem grammatikalisch inkorrekten Ausdruck und der Eingängigkeit der Textzeile, da ungewöhnliche oder unerwartete Formulierungen einfacher im Kopf bleiben.

## Musikvideo
Zu Espresso wurde am Veröffentlichungstag ein Musikvideo auf YouTube veröffentlicht. Es entstand unter der Regie von Dave Meyers. Bis August 2025 verzeichnet das Musikvideo über 448 Millionen auf der Videoplattform.

## Kommerzieller Erfolg

### Chartplatzierungen
Espresso ist ein internationaler Charterfolg und konnte sich in über 20 Ländern in den Top 10 der Charts positionieren. Das Lied erreichte zudem den Spitzenplatz in den Billboard Global 200, welche die globalen Musikverkäufe widerspiegeln.
In den Vereinigten Staaten stieg Espresso in der Woche des 27. April 2024 auf Rang sieben in die Billboard Hot 100 ein und wurde somit zu Carpenters erstem Top-10-Hit. Das Lied erreichte seine Höchstposition am 22. Juni 2024 mit Platz drei. In Großbritannien stieg Espresso am 25. April 2024 auf Platz sechs ein, kletterte in der Folgewoche auf Rang fünf und erreichte in der dritten Woche die Chartspitze, wo es sich fünf Wochen halten konnte. Im Juli 2024 kehrte Espresso für zwei weitere Wochen auf den ersten Platz zurück.
In Deutschland stieg das Lied am 26. April 2024 auf Platz 46 der Singlecharts ein und erreichte seine beste Platzierung am 12. Juli 2024 mit Platz vier. Zudem platzierte sich das Lied in den Airplaycharts, wo es am 12. Juli 2024 für eine Woche die Chartspitze belegte. In Österreich stieg das Lied am 23. April 2024 auf Rang 65 ein und erreichte am 2. Juli die höchste Platzierung mit Rang fünf. Auch in der Schweiz erreichte Espresso am 21. April 2024 die Charts, wo es am 30. Juni 2024 mit Platz zwei seine Höchstplatzierung verzeichnete.
| ChartsChartplatzierungen       | Höchstplatzierung | Wochen |
| ------------------------------ | ----------------- | ------ |
| Deutschland (GfK)              | 4 (… Wo.)         | …      |
| Österreich (Ö3)                | 5 (65 Wo.)        | 65     |
| Schweiz (IFPI)                 | 2 (… Wo.)         | …      |
| Vereinigte Staaten (Billboard) | 3 (65 Wo.)        | 65     |
| Vereinigtes Königreich (OCC)   | 1 (39 Wo.)        | 39     |

| ChartsJahrescharts (2024)      | Platzierung |
| ------------------------------ | ----------- |
| Deutschland (GfK)              | 16          |
| Österreich (Ö3)                | 12          |
| Schweiz (IFPI)                 | 7           |
| Vereinigte Staaten (Billboard) | 7           |
| Vereinigtes Königreich (OCC)   | 3           |

### Auszeichnungen für Musikverkäufe
| Land/Region                  | Auszeichnungen für Musikverkäufe (Land/Region, Auszeichnung, Verkäufe) | Verkäufe   |
| ---------------------------- | ---------------------------------------------------------------------- | ---------- |
| Australien (ARIA)            | 10× Platin                                                             | 700.000    |
| Belgien (BRMA)               | 2× Platin                                                              | 80.000     |
| Brasilien (PMB)              | 3× Diamant                                                             | 480.000    |
| Dänemark (IFPI)              | 2× Platin                                                              | 180.000    |
| Deutschland (BVMI)           | Gold                                                                   | 300.000    |
| Frankreich (SNEP)            | Diamant                                                                | 333.333    |
| Griechenland (IFPI)          | 3× Platin                                                              | 60.000     |
| Italien (FIMI)               | Platin                                                                 | 100.000    |
| Kanada (MC)                  | 8× Platin                                                              | 640.000    |
| Neuseeland (RMNZ)            | 5× Platin                                                              | 150.000    |
| Österreich (IFPI)            | Platin                                                                 | 30.000     |
| Polen (ZPAV)                 | 3× Platin                                                              | 150.000    |
| Portugal (AFP)               | 5× Platin                                                              | 50.000     |
| Schweiz (IFPI)               | 2× Platin                                                              | 60.000     |
| Spanien (Promusicae)         | 2× Platin                                                              | 120.000    |
| Vereinigte Staaten (RIAA)    | 7× Platin                                                              | 7.000.000  |
| Vereinigtes Königreich (BPI) | 4× Platin                                                              | 2.400.000  |
| Zentralamerika (CFC)         | Gold                                                                   | 35.000     |
| Insgesamt                    | 2× Gold · 55× Platin · 4× Diamant ·                                    | 12.938.333 |

Hauptartikel: Sabrina Carpenter/Auszeichnungen für Musikverkäufe